# Steve Witherden
Steve Witherden est un homme politique du parti travailliste britannique qui est député de Montgomeryshire et Glyndŵr depuis 2024.

## Biographie
Witherden est né à Wrexham, au Pays de Galles. Il obtient un diplôme en littérature anglaise de l'Université du Pays de Galles, Lampeter, et un certificat d'études supérieures en éducation de l'Université du Pays de Galles, Aberystwyth.
Witherden est enseignant dans la circonscription depuis 18 ans, et également représentant syndical depuis 2009 et agent du comté depuis 2015.
Avant les élections, Witherden est membre exécutif national du syndicat des enseignants NASUWT.
Witherden remporte le siège de Montgomeryshire et Glyndŵr avec une majorité de 3 815 voix. L'ancien député de Montgomeryshire, Craig Williams, arrive troisième.
La mère de Witherden est décédée cinq jours après son élection comme député. Il lui dédie son premier discours.